# 氧化脱羧
氧化脱羧（英語：Oxidative decarboxylation）是指有机物氧化反应发生时伴随羧基的消去，形成二氧化碳反应。这类反应往往发生在生物系统中：例如柠檬酸循环中。

## 柠檬酸循环
在柠檬酸循环中，丙酮酸脱羧、异柠檬酸脱氢、α-酮戊二酸脱氢都是由酶催化的氧化脱羧反应。每个反应将一个NAD+分子转化为NADH，并产生一个CO2分子

## 其它反应
莽草酸途径中预苯酸经过氧化脱羧转化为对羟基苯丙酮酸。乙醛酸转化为甲酸也是一个氧化脱羧反应。